# Курганов Олександр Якович
Олександр Якович Курганов (16 березня 1903, місто Єнакієве, Бахмутський повіт, Катеринославська губернія, тепер Донецької області — 1964, місто Донецьк) — радянський комсомольський та партійний діяч, 2-й секретар ЦК ЛКСМ України. Кандидат у члени ЦК КП(б)У в листопаді 1927 — червні 1930 р.

## Біографія
Народився в робітничій родині. У 1915 році закінчив заводську школу в місті Єнакієве.
У жовтні 1915 — січні 1920 року — підручний слюсаря залізничного цеху Єнакіївського металургійного заводу. У 1920 році вступив до комсомолу. У січні — серпні 1920 року — секретар комсомольського осередку Єнакіївського металургійного заводу.
У серпні 1920 — січні 1921 року — студент короткотермінового курсу Комуністичного університету імені Свердлова у Москві.
У січні 1921 — січні 1922 року — секретар комсомольського осередку Єнакіївського металургійного заводу. У січні 1922 — лютому 1923 року — секретар Єнакіївського міського комітету комсомолу (КСМУ).
Член РКП(б) з лютого 1922 року.
У лютому — серпні 1923 року — секретар кущового комітету комсомолу (КСМУ) у місті Горлівці Донецької губернії. У серпні 1923 — серпні 1924 року — завідувач організаційного відділу Донецького губернського комітету комсомолу (ЛКСМУ).
У серпні 1924 — березні 1926 року — відповідальний секретар Луганського окружного комітету ЛКСМУ.
У березні 1926 — жовтні 1928 року — 2-й секретар ЦК ЛКСМУ.
У жовтні 1928 — лютому 1930 року — відповідальний секретар Сибірського крайового комітету ВЛКСМ.
У лютому 1930 — жовтні 1932 року — 1-й секретар Анжеро-Судженського міського комітету ВКП(б) Західно-Сибірського краю. У жовтні 1932 — лютому 1937 року — 1-й секретар Прокоп'євського міського комітету ВКП(б) Західно-Сибірського краю.
З лютого по червень 1937 року — відповідальний інструктор ЦК ВКП(б) у Москві.
У червні — серпні 1937 року — 2-й секретар Орджонікідзевського крайового комітету ВКП(б).
У вересні — листопаді 1937 року — в розпорядженні Донецького обласного комітету КП(б)У.
У листопаді 1937 — березні 1938 року — секретар виконавчого комітету, заступник голови виконавчого комітету Донецької обласної ради.
У квітні 1938 року заарештований органами НКВС. Засуджений до виправно-трудових таборів. До березня 1947 року — начальник слюсарно-механічного цеху виправно-трудової колонії № 6 у місті Томську.
У березні 1947 — грудні 1949 року — начальник механічно-монтажного цеху Єнакіївського коксохімічного заводу Сталінської області.
10 грудня 1949 року Особливою нарадою при МДБ СРСР засуджений на вічне поселення у Красноярському краї РРФСР. До березня 1955 року — начальник бази Орловської експедиції у селищі Тура Красноярського краю. Реабілітований, а 23 березня 1955 року відновлений у членах КПРС. Повернувся у місто Єнакієве, де проживав до серпня 1955.
У серпні 1955 — червні 1957 року — начальник відділу робітничих кадрів Міністерства вугільної промисловості УРСР у місті Сталіно.
З червня 1957 року — на пенсії у місті Сталіно (Донецьку).

## Нагороди
- ордени;
- медалі.